# Cortinarius glaucopus
Cortinarius glaucopus (Schaeff.) Fr., 1838 è un fungo della famiglia Cortinariaceae un tempo appartenente ad un gruppo di cortinari eduli ben noti con l'appellativo di "Phlegmacium"; a tutt'oggi lo stesso è annoverato nel sottogenere Bulbopodium.

Il fungo in questione presenta una grossa variabilità, senza tuttavia perdere però le sue caratteristiche morfologiche principali e la sua buona commestibilità.

## Etimologia
- Epiteto generico: dal latino cortinarius = attinente alle cortine, per i caratteristici residui del velo parziale.
- Epiteto specifico: dal greco glaukòs = ceruleo e pus = piede, gambo, per il suo gambo a carne azzurra.

## Descrizione della specie

### Cappello
Cappello carnoso, convesso, poi espanso, con orlo leggermente involuto; superficie viscida, ocraceo-rossiccia o bruno-olivacea, rivestita da fiocchi o fibrille più scure; 5-10 cm di diametro. 

### Lamelle
Lamelle non molto fitte, smarginate al gambo; lillà-bluastre, a maturazione color cannella.

### Carne
Carne soda, bianco-giallastra o bluastra.
- Odore: tenue, di farina.
- Sapore: dolciastro.

### Caratteri microscopici
Spore
Spore finemente rugose o punteggiate, ellittico-amigdaliformi, ocra-rossastre o ruggine in massa.

## Distribuzione e habitat
Vegeta nei boschi di conifere e misti, in estate-autunno.

## Commestibilità
Molto buona. Uno dei cortinari commestibili più apprezzati.

## Tassonomia

### Sinonimi e binomi obsoleti
- Agaricus defossus Batsch, Elench. fung. (Halle): 69 (1786)
- Agaricus glaucopus Schaeff., Fungorum qui in Bavaria et Palatinatu circa Ratisbonam nascuntur 4: 23 (1774)
- Agaricus glaucopus var. bicolor Alb. & Schwein., Consp. fung. (Leipzig): 154 (1805)
- Agaricus glaucopus Schaeff., Fung. bavar. palat. nasc. (Ratisbonae) 4: 23 (1774) var. glaucopus
- Agaricus glaucopus Sowerby, Col. fig. Engl. Fung. Mushr. (London) 2: pl. 85 (1799) var. glaucopus
- Agaricus subcyaneus Batsch, Elench. fung. (Halle): 47 (1783)
- Cortinarius fibrosipes Britzelm., Botan. Centralbl. 62(10): 307 (1895)
- Cortinarius glaucopus f. acyaneus (M.M. Moser) Nespiak [as 'acyanea'], Flora Polska, Grzyby (Mycota), 7, Basidiomycetes, Agaricales, Cortinartaccae, Cortinarius 1 (Warszawa-Krakow): 143 (1975)
- Cortinarius glaucopus (Schaeff.) Fr., Epicr. syst. mycol. (Upsaliae): 264 (1838) [1836-1838] f. glaucopus
- Cortinarius glaucopus f. ingratus Moënne-Locc., in Bidaud, Moënne-Loccoz, Reumaux, Carteret & Eyssartier, Atlas des Cortinaires (Meyzieu) 17(2): 1237 (2008)
- Cortinarius glaucopus f. olivaceus (M.M. Moser) Nespiak [as 'olivacea'], Flora Polska, Grzyby (Mycota), 7, Basidiomycetes, Agaricales, Cortinartaccae, Cortinarius 1 (Warszawa-Krakow): 143 (1975)
- Cortinarius glaucopus var. acyaneus (M.M. Moser) Nezdojm., Shlyapochnye Griby SSSR Rod Cortinarius Fr. (Leningrad): 60 (1983)
- Cortinarius glaucopus var. defossus (Batsch) Reumaux, in Bidaud, Moënne-Loccoz, Reumaux, Carteret & Eyssartier, Atlas des Cortinaires (Meyzieu) 17(2): 1237 (2008)
- Cortinarius glaucopus var. fibrosipes (Britzelm.) Reumaux, in Bidaud, Moënne-Loccoz, Reumaux, Carteret & Eyssartier, Atlas des Cortinaires (Meyzieu) 17(2): 1237 (2008)
- Cortinarius glaucopus (Schaeff.) Fr., Epicr. syst. mycol. (Upsaliae): 264 (1838) [1836-1838] var. glaucopus*Agaricus
- Cortinarius glaucopus var. olivaceus (M.M. Moser) Quadr., Docums Mycol. 14(no. 56): 29 (1985) [1984]
- Cortinarius glaucopus var. rubrovelatus Maire, Bull. Soc. mycol. Fr. 27(4): 433 (1911)
- Cortinarius glaucopus var. submagicus Bon & Gaugué, Docums Mycol. 6(no. 21): 31 (1975)
- Cortinarius glaucopus var. subrubrovelatus Bidaud, in Bidaud, Moënne-Loccoz, Reumaux, Carteret & Eyssartier, Atlas des Cortinaires (Meyzieu) 17(2): 1237 (2008)
- Cortinarius herpeticus sensu NCL (1960); fide Checklist of Basidiomycota of Great Britain and Ireland (2005)
- Myxacium glaucopus (Schaeff.) P. Kumm., Führ. Pilzk. (Zerbst): 92 (1871)
- Phlegmacium glaucopus (Schaeff.) Wünsche, Die Pilze: 131 (1877)
- Phlegmacium glaucopus var. acyaneum M.M. Moser, Die Gattung Phlegmacium (Schleimköpfe). Die Pilze Mitteleuropas 4: 354 (1960)
- Phlegmacium glaucopus (Schaeff.) Wünsche, Die Pilze: 131 (1877) var. glaucopus
- Phlegmacium glaucopus var. olivaceum M.M. Moser, Die Gattung Phlegmacium (Schleimköpfe). Die Pilze Mitteleuropas 4: 354 (1960)